# امرسون، لیک اند پالمر
امرسون، لیک اند پالمر (به انگلیسی: Emerson, Lake & Palmer) که به اختصار ای‌اِل‌پی گفته می‌شود نام یک ابرگروه پراگرسیو راک انگلیسی است.
اعضای ای‌اِل‌پی را کیث امرسون (کیبورد)، گرِگ لِیک (گیتار، گیتار باس، آواز) و کارل پالمر (درامز، پرکاشن) تشکیل می‌دهند. امرسون قبل از تشکیل ای‌اِل‌پی به‌عنوان نوازندهٔ کیبورد در گروه پراگرسیو راک د نایس عضویت داشته، گرِگ لِیک خواننده و بیسیست کینگ کریمسون بوده و پالمر هم عضو اتمیک روستر بوده‌است. گروه آنان از جمله پرطرفدارترین و موفق‌ترین گروه‌های پراگرسیو راک هم از لحاظ تعدد طرفداران و هم فروش آثارشان بوده است.
موسیقی ای‌اِل‌پی، تحت تسلط ارگ هموند، سینث‌سایزر موگ و پیانونوازی هنرمندانه امرسون بوده است. آثار گروه شدیداً تحت تاثیر موسیقی کلاسیک، جز - و برای مدتی هارد راک - قرار داشته و بسیاری از قطعاتی که می‌نوشتند، اقتباس‌ها و اشاراتی از موسیقی کلاسیک در برداشته. می‌توان سبک کلی آثار گروه را سیمفونیک راک در نظر داشت. لیک اشاره می‌کند که موسیقی گروهشان شامل جریان منظمی ازتصنیف‌های صوتی نه چندان پیچیده بوده که برای پخش در رادیو بسیار خوب است.
گروه در دوران فعالیت‌شان در دههٔ ۷۰ میلادی بسیار پرطرفدار بودند. آن‌ها کنسرت‌های بزرگی برگزار کرده‌اند و آلبوم‌های‌شان بیش از ۳۵ میلیون نسخه فروش داشته‌است.

## ترانه‌شناسی امرسون، لیک اند پالمر
- امرسون، لیک و پالمر (۱۹۷۰)
- تارکوس (۱۹۷۱)
- سه‌تایی (۱۹۷۲)
- جراحی سالاد مغز (۱۹۷۳)
- کارها شماره ۱ (۱۹۷۷)
- کارها شماره ۲ (۱۹۷۷)
- ساحل عشق (۱۹۷۸)
- ماه سیاه (۱۹۹۲)
- در صندلی داغ (۱۹۹۴)